# Посольство України в Латвії
Посольство України в Латвійській Республіці — дипломатична місія України в Латвії, знаходиться в Ризі.

## Завдання посольства
Основне завдання Посольства України в Ризі представляти інтереси України, сприяти розвиткові політичних, економічних, культурних, наукових та інших зв'язків, а також захищати права та інтереси громадян і юридичних осіб України, які перебувають на території Латвійської Республіки.
Посольство сприяє розвиткові міждержавних відносин між Україною і Латвією на всіх рівнях, з метою забезпечення гармонійного розвитку взаємних відносин, а також співробітництва з питань, що становлять взаємний інтерес. Посольство виконує також консульські функції.

## Історія дипломатичних відносин
26 серпня 1991 року Україна визнала державну незалежність Латвійської Республіки, а 4 грудня 1991 року Латвія визнала державну незалежність України. Дипломатичні відносини між двома країнами були встановлені 12 лютого 1992 року.. З 1993 року у Ризі функціонує Посольство України в Латвії. Урочисте відкриття приміщення Посольства відбулося у 1995 році, за присутності Президента України Леоніда Кучми та Президента Латвійської Республіки Ґунтіса Ульманіса. У липні 2005 року Латвія відкрила Почесне консульство у Львові. У квітні 2006 року відкрито Почесне консульство України у місті Вентспілсі.

## Події
10.11.2015 до посольства надійшов конверт з підозрілою речовиною, через що з будівлі було евакуйовано українських дипломатів. У зв'язку з інцидентом розпочато кримінальний процес. Вилучену речовину передано на експертизу.

## Керівники дипломатичної місії
1. Голіцинський Євген Миколайович (1919)
2. Кедровський Володимир Іванович (1919—1921)
3. Терлецький Євген Петрович (1921—1923)
4. Гладуш Віктор Дмитрович (1992—1993), посол
5. Чорний Володимир Лазарович (1993—1997)[4], т.п.
6. Михайловський Віктор Іванович (1997—2003)
7. Жовтенко Валерій Тимофійович (2003—2004)
8. Янків Мирон Дмитрович (2004—2005)
9. Чілачава Рауль Шалвович (2005—2010)
10. Кушнір Олександр Адольфович (2010—2011)[5] т.п.
11. Олійник Анатолій Тимофійович (2011—2014)
12. Козлов Андрій Олександрович (2014—2015)[6] т.п.
13. Перебийніс Євген Петрович (2015[7]—2017[8])
14. Подоляк Аліса Олександрівна (2017—2019) т.п.
15. Міщенко Олександр Павлович (2019—2022), посол
16. Куцевол Анатолій Анатолійович (з 2022-), посол

## Консули Української Держави в Ризі
1. Никифор Бендеровський (1918—1919)
2. Еріх Флейшер (1919)
3. В. Конашевський (1919)

## Порівняння
|                   | Латвійська республіка                                    | Україна                                                      |
| ----------------- | -------------------------------------------------------- | ------------------------------------------------------------ |
| Населення         | 2,109,742 (2018)                                         | 41,629,926                                                   |
| Площа             | 64,589 тис. км²                                          | 603,500 км²                                                  |
| Густота населення | 32,0 чол./км²                                            | 73.8/км²                                                     |
| Столиця           | Рига                                                     | Київ                                                         |
| Світові міста     | Рига                                                     | Київ                                                         |
| Уряд              | Унітарна конституційна парламентська республіка          | Унітарна змішана республіка                                  |
| Перший лідер      | Президент Яніс Чаксте                                    | Президент Леонід Кравчук                                     |
| Сучасний лідер    | Президент Егілс Левітс Прем'єр-міністр Кріш'яніс Каріньш | Президент Володимир Зеленський Прем'єр-міністр Денис Шмигаль |
| Офіційні мови     | Латиська                                                 | Українська мова                                              |
| ВВП (ном.)        | $28 252 млрд. ($12 671 На душу населення)                | $122.875 млрд. ($2915.484 На душу населення)                 |
| GDP (ПКС)         | $34 921 млрд. ($15 662 На душу населення)                | $426.791 млрд. ($10126.589 На душу населення)                |